# Gásafelli (Eysturoy)
Gásafelli è un rilievo alto 231 metri sul mare situato sull'isola di Eysturoy, nell'arcipelago delle Isole Fær Øer, in Danimarca.